# Hordalands doedskvad
Hordalands doedskvad è il terzo album in studio dei Taake, pubblicato nel 2005.

## Tracce
1. Hordalands doedskvad I – 7:43
2. Hordalands doedskvad II – 6:02
3. Hordalands doedskvad III – 6:16
4. Hordalands doedskvad IV – 8:16
5. Hordalands doedskvad V – 6:03
6. Hordalands doedskvad VI (instrumental) – 7:17
7. Hordaland doedskvad VII – 9:00

## Formazione
- Hoest - voce, chitarra
- C. Corax - chitarra
- Radek Nemec - basso, voce, chitarra
- Mord - batteria